# Chorro San Miguel
Es una caída de agua, una de las más altas de Venezuela con una altura de alrededor de 75 m de caída ininterrumpida de agua, ubicada en el caserío la Vega de San Pablo del Toco o Vega del Toco, a 33 km de Ospino, y junto al Chorro San Juan de la Montaña en Guanare son las caídas de agua más altas de Portuguesa, Venezuela.

## Naturaleza
Por su ubicación aproximadamente a 2000 metros del Parque nacional El Guache, los alrededores del Chorro San Miguel son ricos en especies vegetales y animales. La cascada está rodeada por bosque lluvioso, influenciada por la Cordillera de los Andes, la topografía es muy accidentada e inclinada inclusive en el trayecto que conduce a la cascada. Por su componente lluvioso, aproximadamente 85% de precipitación anual, el agua de la cascada es abundante durante todo el año.

### Flora
Dado que la vegetación es característica de los bosques lluviosos venezolanos, en su ubicación entre pisos altitudinales premontano y montano bajo, cuenta con coloridos bucares y árboles altos como los higuerones, guamos y yagrumos, así como palmeras tropicales como las yaguas y macanas. Otra flora reportada incluye:
- Musáceas: titiara, diferentes especies de papel de música (Calathea) y mijao.
- Zingiberáceas: caña de indias, heliconias y alpinias.
- Plantas aéreas: aráceas, bromelias, y diferentes especies de orquídeas.
- Trepadoras: existen diferentes especies de bejuco y matapalos.

### Fauna
La fauna, aunque diversa, es escasa. Los mamíferos característicos de los bosques lluviosos: cachicamos, lapas, mapurites, picures, puercoespín, ardillas, rabipelado, ratones, murciélagos. Otros animales reportados incluyen:
- Reptiles: mapanares, sapas, macaureles, corales, tragavenados, tigras, loras.
- Aves: gavilanes, conotos, orihuelos, loros, carpinteros, azulejos, turpiales, lechuzas, aguaitacaminos.

### Amenazas
Por su cercana asociación con el Parque nacional El Guache, la intervención de la región por asentamientos humanos y parcelas agrícolas así como la falta de presencia institucional, vigilancia e infraestructura, amenazan críticamente a la integridad biológica de los alrededores del Salto San Miguel.